# Chiến dịch Trường Sa và các đảo trên Biển Đông
Chiến dịch Trường Sa và các đảo trên Biển Đông là một chiến dịch không lớn nhưng có ý nghĩa quan trọng về chủ quyền lãnh thổ của Quân giải phóng Miền Nam (QGPMN) trong cuộc Chiến tranh Việt Nam từ tháng 4 đến tháng 6 năm 1975. Mục tiêu chiến dịch nhằm vào các đảo trên Quần đảo Trường Sa và các đảo ven biển miền Nam Việt Nam mà Quân lực Việt Nam Cộng hòa (QLVNCH) đang chiếm giữ và một số đảo do quân Khmer đỏ đánh chiếm từ tay QLVNCH. Kết quả là Quân giải phóng Miền Nam đã kiểm soát các đảo này.

## Bối cảnh
Quần đảo Trường Sa nằm ở phía Nam Biển Đông từ kinh tuyến 111 độ 30 phút Đông đến kinh tuyến 117 độ 20 phút Đông; từ vĩ tuyến 6 độ 50 phút Bắc đến vĩ tuyến 12 độ Bắc; cách bán đảo Cam Ranh 480 km, cách đảo Hải Nam 1.150 km, cách đảo Đài Loan 1.780 km. Với hơn 100 đảo có diện tích đất nổi không quá 200 km vuông nhưng bao trùm diện tích mặt nước và các bãi đá ngầm có diện tích đến 180.000 km vuông; đây là vùng đảo có vị trí địa chiến lược cực kỳ quan trọng.. Gần đất liền bờ biển miền Nam Việt Nam cũng có nhiều đảo có tầm quan trọng về kinh tế, quốc phòng như: Cù Lao Xanh, Cù Lao Chàm, Cù Lao Ré, Lý Sơn, Hòn Tre, Cù Lao Thu (đảo Phú Quý), Côn Đảo (trên Biển Đông), Phú Quốc, Thổ Chu, Hòn Khoai, quần đảo Nam Du (trên vịnh Thái Lan).
Trong tiến trình của Cuộc tổng tấn công và nổi dậy mùa xuân 1975, ngày 4 tháng 4 năm 1975, Bộ Tư lệnh hải quân Quân Giải phóng miền Nam Việt Nam phối hợp với lực lượng đặc công Quân khu 5 bắt đầu chiến dịch đánh chiếm quần đảo Trường Sa và các đảo trên Biển Đông. Việc triển khai chiến dịch được giữ bí mật gắt gao và khẩn trương để không cho các lực lượng nào khác lợi dụng cơ hội chiếm các đảo từ tay Quân lực Việt Nam Cộng hòa đang suy yếu.
Tại các đảo trên vịnh Thái Lan, Khmer Đỏ đã tận dụng sự suy yếu của QLVNCH để chiếm một số đảo quan trọng. Quân Giải phóng miền Nam Việt Nam đã phải chiến đấu giành lại đảo Phú Quốc, đảo Thổ Chu và đảo Poulo Wai từ tay quân Khmer Đỏ.

## Binh lực và phương án tác chiến của hai bên

### Quân Giải phóng miền Nam Việt Nam

#### Tham gia chiến dịch Trường Sa
Theo kế hoạch được Bộ Tư lệnh Hải quân nhân dân Việt Nam và Bộ Tư lệnh Quân khu 5 thống nhất ngày 4 tháng 4 năm 1975, Đoàn C75 gồm lực lượng thuộc trung đoàn đặc công 126, Tiểu đoàn Đặc công nước 471 và Tiểu đoàn 4, Trung đoàn 38, sư đoàn 2 (bộ binh), Quân khu 5, một  bộ phận của Trung đoàn pháo binh 368 (số lượng ít), phối hợp với biên đội 3 tàu vận tải T673, T674, T675 vốn trước đây là các "tàu không số" của Đoàn hải quân vận tải 125 tổ chức hành quân ra chiếm các đảo trên quần đảo Trường Sa. Phương án tấn công là bí mật, bất ngờ đổ bộ chiếm các đảo. Ngày tấn công (Ngày N) được chọn vào lúc mặt trận Xuân Lộc mở màn. Thời điểm tấn công (giờ G) được xác định từ 0 giờ đến 2 giờ sáng; khi đó, có thể tận dụng hình thái thủy văn thuận lợi (nước triều cao) để bí mật đổ quân. Trong khi hành quân, hạn chế tối đa việc sử dụng các thiết bị vô tuyến điện để giữ bí mật tuyệt đối.

#### Tham gia đánh chiếm các đảo gần bờ
Đối với các đảo gần bờ biển miền Nam Việt Nam, Quân Giải phóng miền Nam Việt Nam chủ yếu dùng lực lượng địa phương kết hợp với nổi dậy tại chỗ. Riêng tại các đảo Hòn Tre (Khánh Hòa), Cù Lao Thu (Phú Quý, Bình Thuận) có sử dụng các đơn vị chính quy:
- Tại Hòn Tre: Tiểu đoàn 3, trung đoàn 19, sư đoàn 968 và quân của tỉnh đội Khánh Hoà.
- Tại Cù Lao Thu: một đại đội đặc công nước thuộc tiểu đoàn 407, một đại đội bộ binh thưộc trung đoàn 95, (từ sư đoàn 325 chuyển thuộc sư đoàn 3-Quân khu 5).

### Quân lực Việt Nam Cộng hoà

#### Tại Trường Sa
Do có lực lượng hải quân khá mạnh, QLVNCH chỉ để một số đơn vị bộ binh nhỏ giữ phần đất nổi đênh các đảo và đá. Lực lượng chủ yếu là tiểu đoàn 371 địa phương quân Phước Tuy, tổng cộng có 163 sĩ quan và binh lính, được bố trí trên 5 đảo quan trọng của quàn đảo Trường Sa, gồm có:
- Đảo Nam Yết: là nơi đóng chỉ huy sở, có 50 sĩ quan và binh sĩ
- Đảo Song Tử Tây: có 39 sĩ quan và binh sĩ
- Đảo Sơn Ca: có 25 sĩ quan và binh sĩ
- Đảo Sinh Tồn: có 19 sĩ quan và binh sĩ
- Đảo Trường Sa: có 30 sĩ quan và binh sĩ.[9]

Hỏa lực trang bị chủ yếu là súng bộ binh (gồm cả vũ khí cá nhân và vũ khí cộng đồng), súng chống tăng M-72. Khi cần thiết, khu trục hạm HQ-4 (Trần Khánh Dư), các tuần dương hạm HQ-03 (Trần Nhật Duật), HQ-16 (Lý Thường Kiệt), HQ-17 (Ngô Quyền), các hộ tống hạm HQ-12 (Ngọc Hồi) và HQ-14 (Vạn Kiếp) chi viện hỏa lực từ trên biển. Các hải vận hạm HQ-402 (Lam Giang) và HQ-403 (Hương Giang) có nhiệm vụ vận tải, tiếp tế, chuyển quân tăng viện, thay quân cho các đảo.

#### Tại các đảo gần bờ
Tại Côn Đảo và Phú Quốc, QLVNCH bố trí tại mỗi đảo khoảng 2.000 quân, gồm từ một đến 2 tiểu đoàn bảo an, 2 đại đội cảnh sát và trên dưới 1.000 trật tự viên của các trại giam (quản giáo). Tại Côn Đảo và Phú Quốc còn có hai sân bay (Cỏ Ống và Dương Đông) với đường băng ngắn, được sử dụng cho các máy bay cánh quạt hạng nhẹ và trực thăng. Ngoài hai đảo trên, do không phải là địa bàn trọng yếu nên ban đầu, QLVNCH bố trí trên các đảo ven bờ một số ít đơn vị địa phương quân. Tuy nhiên, sau khi phải rút khỏi Quân khu I và Quân khu II, quân số tại các đảo này tăng lên nhanh chóng do các đơn vị QLVNCH rút chạy ra đây. Riêng tại Cù Lao Thu (Phú Quý), ngoài một liên đội dân vệ và một trung đội cảnh sát vũ trang còn có hơn 800 quân từ Hàm Tân chạy ra đảo trong tháng 4 năm 1975. Từ 22 tháng 4 năm 1975, Hải quân QLVNCH điều động tàu hộ tống HQ-11 (Chí Linh) và một tàu tuần duyên (loại WPB) tham gia bảo vệ đảo này.

## Diễn biến chiến dịch

### Tại Trường Sa

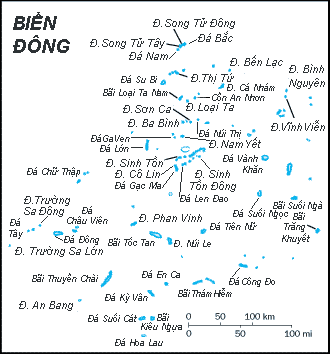
Quần đảo Trường Sa

Ngày 9 tháng 4 năm 1975, đài trinh sát kỹ thuật của Quân Giải phóng miền Nam Việt Nam bắt được bức điện của QLVNCH đồn trú trên đảo Nam Yết gọi về đất liền yêu cầu tăng viện và điện trả lời của Bộ Tổng tham mưu QLVNCH với nội dung: "Không có lực lượng tăng viện". Nhận được tin này, Tổng Quân ủy điện cho Bộ tư lệnh tiền phương quân chủng Hải quân đặt tại Đà Nẵng: "
| “               | Có tin đối phương chuẩn bị rút khỏi các đảo ở Trường Sa. Kiểm tra lại ngay và chỉ thị cho lực lượng hành động kịp thời theo phương án đã định. Nếu để chậm, có thể quân đội nước ngoài chiếm trước, vì hiện nay một số nước ngoài đang có ý đồ xâm chiếm. | ” |
| — Tổng Quân ủy, | |   |

Bức điện không nói rõ một số nước ngoài là những nước nào.
Theo kế hoạch, ba tàu của Hải quân Nhân dân Việt Nam được ngụy trang thành các tàu đánh cá đưa lực lượng của đoàn 126 tiến đánh Trường Sa xuống tàu lúc 4 giờ sáng ngày 11 tháng 4, nhằm hướng Song Tử Tây xuất phát. Từ 11 giờ ngày 11 tháng 4 đến hết ngày 12 tháng 4, các tàu này gặp ba tàu của Hạm đội 7 - Hải quân Hoa Kỳ. Các tàu Hoa Kỳ áp sát và dùng trực thăng kiểm tra và xác định đó là các tàu đánh cá của Hồng Kông đang đổi hướng di chuyển về phía Bắc. Sau khi ba tàu của Hoa Kỳ đi xa, trung tá Mai Năng ra lệnh cho cả ba tàu quay lại tiến về phía đảo Song Tử Tây.
19 giờ 30 ngày 13 tháng 4, tàu 673 tiếp cận từ phía Đông và xác định chính xác đó là đảo Song Tử Tây để khỏi nhầm với đảo Song Tử Đông gần đó do Philippines chiếm giữ. Hai tàu 674 và 675 vòng ra án ngữ hai bên sườn phía Nam và phía Tây đảo. Lúc 1 giờ 15 phút ngày 14 tháng 4, Đội 1 (đoàn 126) và đội hỏa lực (tiểu đoàn 471) dùng 7 xuồng cao su đổ bộ lên đảo, chia làm ba mũi tấn công từ các hướng Nam, Tây và Đông Nam. Cuộc kháng cự yếu QLVNCH tại Song Tử Tây nhanh chóng chấm dứt sau 30 phút giao chiến. Có tám người tử thương trong giao chiến (Quân Giải phóng miền Nam Việt Nam 2, QLVNCH 6), 33 sĩ quan và binh lính QLVNCH còn lại đầu hàng, trong đó có viên đảo trưởng.. Hải quân Việt Nam Cộng hòa điều tàu tuần dương HQ-16 và tàu vận tải HQ-402 từ Vũng Tàu ra nhưng không tổ chức phản kích do chưa nắm được thực lực đối phương. Hai tàu này quay về phòng giữ đảo Nam Yết là căn cứ chỉ huy của vùng đảo. Bộ tư lệnh tiền phương HQNDVN điều tàu 641 ra thay thế hai tàu 674 và 675 được giao nhiệm vụ chở hàng binh QLVNCH về Đà Nẵng.
Sau khi chiếm đảo Song Tử Tây, Bộ tư lệnh HQNDVN dự định tấn công cùng lúc vào ba đảo Nam Yết, Sơn Ca và Sinh Tồn nhưng các tàu tuần dương và tàu vận tải của HQVNCH đã án ngữ đảo Nam Yết. Yếu tố bí mật và bất ngờ đã không còn. Trung tá Mai Năng quyết định tiến đánh đảo Sơn Ca trước. Đêm 24 tháng 4, tàu 641 chở quân tiến đánh Sơn Ca. Lính Đài Loan trên đảo Ba Bình thấy tàu 641 đi qua nhưng chỉ bắn pháo sáng để quan sát. 1 giờ 30 phút rạng ngày 25 tháng 4, ba trung đội của đoàn 126 đổ bộ lên đảo Sơn Ca. 2 giờ 30 phút, cuộc tấn công bắt đầu. 2 binh sĩ QLVNCH chết ngay trong loạt đạn đầu tiên, 23 người còn lại kéo vào công sự ẩn nấp và ra hàng lúc 3 giờ 00.
Mất Song Tử Tây và Sơn Ca, cộng với tình hình đất liền đang diễn biến hết sức bất lợi cho QLVNCH, lúc 20 giờ 45 phút ngày 26 tháng 4, Bộ tư lệnh Hải quân QLVNCH điện cho các tàu HQ-16 và HQ-402 ra lệnh di tản các đơn vị còn lại của tiểu đoàn 371 địa phương quân Phước Tuy ra khỏi các đảo Nam Yết và Sinh Tồn. Trinh sát kỹ thuật của Quân Giải phóng miền Nam Việt Nam đã bắt được bức điện này. 11 giờ 30 ngày 27 và 11 giờ ngày 28 tháng 4, Nam Yết và Sinh Tồn lần lượt bị Quân Giải phóng miền Nam Việt Nam chiếm lĩnh. Cũng theo kịch bản đã diễn ra tại Nam Yết và Sinh Tồn, ngày 28 tháng 4, QLVNCH tại đảo Trường Sa rút lên tàu. Ngày 29 tháng 4, vẫn là những đơn vị của Đoàn 126 đặc công nước của hải quân Quân Giải phóng miền Nam Việt Nam tiếp quản đảo này..

### Tại các đảo gần bờ

#### Trận đánh tại Cù Lao Thu
Cù Lao Thu (nay là đảo Phú Quý) là một đảo lớn ven bờ Biển Đông của Việt Nam, nằm cách Phan Thiết 60 hải lý, cách Cam Ranh 82 hải lý. Đảo rộng khoảng 21 km vuông. Dân số khoảng 12.000 người. Đến cuối tháng 3 năm 1975, QLVNCH tại đảo này gồm một liên đội dân vệ (nghĩa quân), một trung đội cảnh sát và 4.000 nhân dân tự vệ. Đầu tháng 4 năm 1975, sau khi thị xã Hàm Tân thất thủ, khoảng trên 800 sĩ quân, binh lính QLVNCH đã chạy ra đây. Ngày 22 tháng 4, Hải quân VNCH điều động tàu hộ tống HQ-11 và tàu tuần duyên WPB đến phòng thủ đảo này.
Ngày 26 tháng 4 năm 1975, từ cảng Cam Ranh, Bộ Chỉ huy mặt trận Nam Trung Bộ của Quân Giải phóng miền Nam Việt Nam phối hợp với Bộ Tư lệnh HQNDVN điều động tàu vận tải 643 (Đoàn 125) và một số thuyền đánh cá chở hai đại đội của tiểu đoàn 407 đặc công nước thuộc Quân khu 5, một đại đội bộ binh của trung đoàn 95 tiến đánh Cù Lao Thu. 1 giờ 50 phút ngày 27 tháng 4, các lực lượng này đã đổ bộ lên đảo. 5 giờ 15 phút sáng cùng ngày, trận đánh chiếm Cù Lao Thu bắt đầu. Bị đánh bất ngờ, các đơn vị QLVNCH tìm đường chạy đến khu nhà hành chính của đảo và tổ chức chống cự. Trên biển, các tàu HQ-11 và WPB phải đấu súng với hoả lực B-40, B41, ĐKZ và đại liên 12,7 mm trên các tàu 643 và tàu đánh cá của HQNDVN. Do các tàu của HQNDVN sử dụng chiến thuật đánh gần, áp sát nên hỏa lực pháo tầm xa của tàu HQ-11 bị vô hiệu hoá. Chiếc WPB đã bị trúng nhiều quả B-40, B-41 và hỏng nặng, nằm bất động tại mép đảo. Sĩ quan và binh lính hải quân VNCH trên tàu này và một số bộ binh QLVNCH trên đảo chạy lên tàu HQ-11. Sau nhiều giờ không thấy các tàu khác của HQVNCH đến trợ chiến, lúc 16 giờ cùng ngày, tàu HQ-11 nhổ neo rút lui ra biển khơi và trở về Vũng Tàu để tiếp tục yểm trợ hải pháo cho mặt trận Bình Tuy. Đến 6 giờ 30 phút, sức kháng cự của QLVNCH tại khu nhà hành chính của đảo nhanh chóng bị dập tắt. Quân Giải phóng miền Nam Việt Nam bắt 382 tù binh, thu hơn 900 súng các loại, hai đài VTĐ và nhiều đồ dùng quân sự.

#### Nổi dậy tại Côn Đảo và các đảo khác
Tại Côn Đảo
Côn Đảo (còn có trên khác là Côn Lôn) là quần đảo nằm ở Tây Nam Biển Đông; cách Vũng Tàu 179,64 km, cách cửa sông Bát Sắc 83,34 km; diện tích tự nhiên 77,28 km vuông. Đảo lớn nhất là Côn Sơn có diện tích 52 km vuông (chiếm 74,29% diện tích toàn bộ quần đảo. Quanh đảo này có các đảo Phú Hà, Hòn Ông, Hòn Rắn, Hòn Bà (Côn Lôn Nhỏ hay Phú Sơn), Hòn Bảy Cạnh (Phú Cường), Hòn Cau (Phú Lê) và 8 đảo nhỏ khác. Trên đảo có thị trấn quận lỵ Côn Sơn, sân bay Cỏ Ống, cảng và có tám trại giam chính và một số trại giam phụ như Chuồng Bò, Sở Tiêu, Sở Ruộng, Sở Muối, Sở Rẫy, Sở Đập Đá, Sở Lò Vôi... Vào thời điểm cuối cuộc Chiến tranh Việt Nam, chính quyền VNCH giam giữ tại Côn Đảo hoảng 7000 người là chính trị phạm, quân phạm và thường phạm; trong đó có hơn 500 nữ tù.
QLVNCH trên đảo có hơn 2000 người, trong đó một tiểu đoàn bảo an 500 người, một đại đội 100 người cùng hơn 1.000 trật tự viên. Tiểu đoàn bảo an bố trí hai đại đội dóng tại hai đồn ở trung tâm thị trấn Côn Sơn, đại đội còn lại bảo vệ sân bay Cỏ Ống. Từ ngày 29 tháng 4, sân bay Cỏ Ống tại Côn Sơn trở thành nơi trung chuyển các cố vấn Hoa Kỳ, quan chức chính quyền VNCH di tản từ Tân Sơn Nhất ra các tàu chiến của Hoa Kỳ đậu ngoài khơi Việt Nam. Các quan chức trên đảo cũng tìm cách di tản gia đình bằng đường biển và đường không. Đến trưa ngày 30 tháng 4, khi Tổng thống Dương Văn Minh tuyên bố đầu hàng không điều kiện tại Sài Gòn, trên đảo vẫn còn 442 gia đình công chức, binh sĩ và giám thị. Một số trật tự viên vốn là phạm binh đã có hành động cuớp phá đối với thường dân trên đảo
1 giờ ngày 1 tháng 5 năm 1975, các chính trị phạm tại Trại VII nổi dậy chiếm toàn bộ 496 xà lim của trại này, lập ra Đảo ủy lâm thời. Họ cũng lập ra ba trung đội vũ trang được trang bị vũ khí chiếm được của lính bảo an và vũ khí thô sơ. Trung đội này đã tổ chức đánh chiếm các trại lính Bình Định Vương, trại I, trại IV và trại V. Lính bảo an, cảnh binh và trật tự viên tại các trại này bỏ chạy, không kháng cự, để lại nhiều súng, đạn, lựu đạn. Các nữ tù tại trại VIIB ấy biết được tin tức Sài Gòn đã đầu hàng trên chiếc radio do họ giấu kín từ trước và thuyết phục được viên giám thị mở trại, thả tù. Tin tức về việc Sài Gòn đầu hàng lan sang các trại khác. Sáng ngày 1 tháng 5, trung đội vũ trang thứ ba của những người tù trên đảo đánh chiếm trụ sở cảnh sát của đảo khi đó đã không còn người coi giữ. Đến 8 giờ sáng ngày 1 tháng 5, hầu hết các công sở tại đảo Côn Sơn bị các tù nhân đánh chiếm. Quân số lực lượng vũ trang của tù nhân đã lên đến một tiểu đoàn do nhiều người tình nguyện gia nhập. Được trang bị các vũ khí chiếm được của đối phương, chiều ngày 1 tháng 5 năm 1975, tiểu đoàn này tấn công Chi khu quân sự Bến Đầm, Đài ra đa đối không và đối hải trên núi Thánh Giá. Tại sân bay Cỏ Ống, một trung đội lính bảo an QLVNCH hạ vũ khí đầu hàng. Quân nổi dậy thu dược 27 máy bay các loại.
Chiều tối ngày 2 tháng 5, quân nổi dậy trên đảo đã liên lạc với Quân Giải phóng miền Nam Việt Nam trên đất liền, thông báo tin tức đã chiếm được đảo và đề nghị chi viện. Mặt khác, họ cũng nhanh chóng tổ chức một hệ thống hầm hào phong ngự đề phòng QLVNCH hoặc hải quân Hoa Kỳ phản kích chiếm đảo. Đêm mùng 4 rạng ngày 5 tháng 5, các tàu chiến của trung đoàn 171 và trung đoàn 172 HQNDVN chở các lực lượng chi viện thuộc sư đoàn 3 Sao Vàng (Quân khu 5) đã cập cảng Côn Sơn. Ngày 5 tháng 5, các lực lượng này phối hợp với lực lượng tù nhân nổi dậy trên đảo đánh chiếm đảo Hòn Cau và các đảo khác, làm chủ toàn bộ quần đảo quan trọng này.
Tại các đảo khác
Được sự hỗ trợ của hải quân và bộ binh Hải quân nhân dân Việt Nam, dân chúng tại các đảo đã nổi dậy chiếm một loạt đảo nhỏ ven biển miền Trung như Cù Lao Xanh (ngày 1 tháng 4), Hòn Tre (ngày 10 tháng 4), Cù Lao Chàm, Cù Lao Ré (ngày 30 tháng 4).

#### Đánh đuổi quân Khmer Đỏ tại Phú Quốc, Thổ Chu và Poulo Wai

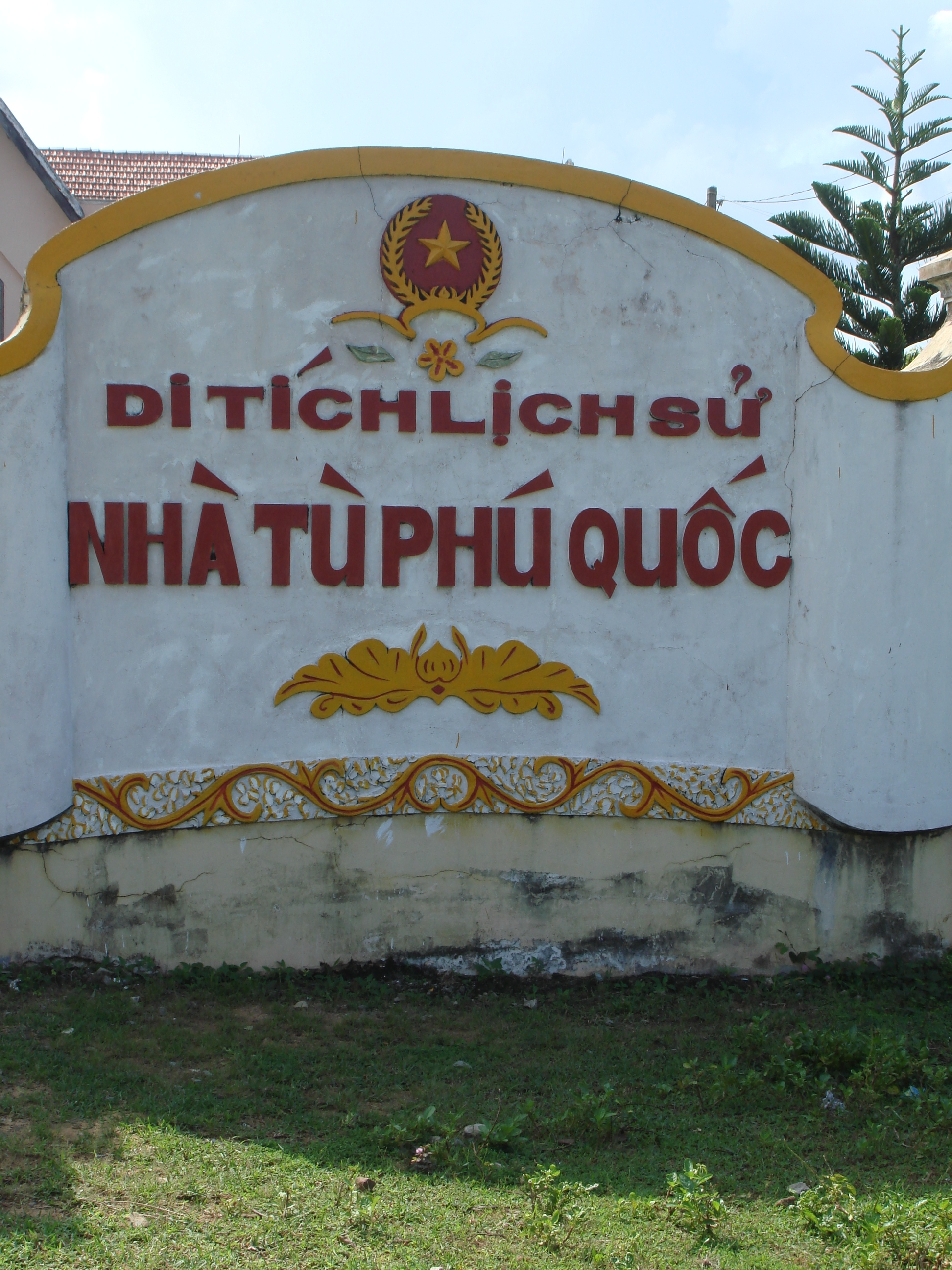
Bia di tích lịch sử Nhà tù Phú Quốc

Trong những ngày cuối cùng của cuộc Chiến tranh Việt Nam, tình hình vùng biển đảo phía Tây Nam hết sức phức tạp. Ngày 17 tháng 4 năm 1975, quân Khmer Đỏ đánh chiếm Phnom Penh. Ngày 3 tháng 5 năm 1975, lợi dụng lúc chính quyền và quân lực VNCH suy yếu, chính quyền Khmer Đỏ do Polpot và Ieng Sary cầm đầu đã cho một tiểu đoàn bất ngờ tấn công cộng đồng dân cư Việt Nam cư trú tại các vùng biên giới thuộc các tỉnh An Giang, Tây Ninh, đánh chiếm đảo Phú Quốc, tàn sát binh lính Việt Nam Cộng hòa và nhiều tù nhân, dân thường trên đảo. Đến ngày 6 tháng 5, Bộ tư lệnh Hải quân nhân dân Việt Nam điều động hai tàu 643 và 657 vận chuyển hai tiểu đoàn của Quân khu 9 ra chiếm lại đảo Phú Quốc. Khi phát hiện một lực lượng lớn Quân Giải phóng miền Nam Việt Nam triển khai lực lượng từ phía Bắc và phía Nam đảo tiến đánh hợp điểm vào trung tâm đảo, quân Khmer Đỏ xuống tàu tháo chạy ra đảo Thổ Chu. Để bảo vệ đảo Phú Quốc, Bộ Tổng Tư lệnh Quân Giải phóng miền Nam Việt Nam quyết định điều Trung đoàn 101 hải quân đánh bộ ra đóng quân tại đảo.
Tại đảo Thổ Chu, quân Khmer Đỏ lại tiếp tục cướp bóc, đốt phá, tàn sát người dân. Hầu hết số cư dân trên đảo (khoảng hơn 500 người) đã bị quân Khmer Đỏ giết và bắt đi. Theo kế hoạch tác chiến, Quân Giải phóng miền Nam Việt Nam dùng lực lượng tàu hải quân kết hợp với bộ binh và du kích trên đảo Phú Quốc bí mật hành quân áp sát để chia cắt tiêu diệt lực lượng Khmer Đỏ, lấy đảo Phú Quốc làm trung tâm chỉ huy. Tham gia trận đánh tại Thổ Chu có một số tàu chiến của Trung đoàn 171 (sau này là Hạm đội cơ động 171), hai tiểu đoàn của Sư đoàn 4, Quân khu 9 và một tiểu đoàn của Đoàn đặc công hải quân 126. Ngày 24 tháng 5, các đơn vị bộ binh, đặc công và hải quân chia làm bốn mũi cùng đổ bộ lên đảo Thổ Chu. Sau một ngày giao chiến ác liệt, Quân Giải phóng miền Nam Việt Nam chiếm lại đảo Thổ Chu, bắn chìm hai tàu đổ bộ của Khmer Đỏ, tịch thu một tàu nhỏ và nhiều vũ khí, đạn dược và bắt hơn 400 tù binh.
Trong thời kỳ 1970-1975, đảo Poulo Wai trấn giữ lối ra vào cảng Kompong Som (còn gọi là Sihanoukville) do quân đội chính quyền Cộng hòa Khmer của Lon Nol phối hợp với QLVNCH đóng giữ. Sau sự kiện ngày 17 tháng 4 năm 1975 ở Phnom Penh, quân Khmer Đỏ đánh chiếm đảo Poulo Wai và tàn sát tất cả binh sĩ QLVNCH cũng như quân Lon Nol đóng tại đây. Về phía Việt Nam, sau khi chiếm giữ đảo Thổ Chu, Bộ Tư lệnh Hải quân nhân dân Việt Nam tiếp tục kế hoạch đánh chiếm đảo Poulo Wai. Trong kế hoạch có dự kiến sử dụng bộ binh, không quân phối hợp với hải quân mà chủ lực là hải quân đánh bộ tham gia.
Vào 13 giờ 30 phút sáng ngày 4 tháng 6 năm 1975, các tàu của Hải quân nhân dân Việt Nam xuất phát đi Poulo Wai. Cuộc tấn công bắt đầu ngày 5 tháng 6 và kéo dài đến hết ngày 13 tháng 6. Quân Khmer Đỏ dựa vào công sự vững chắc đã chống trả hơn một tuần. Do không quân không hoạt động được vì thời tiết xấu, Bộ Tư lệnh Hải quân lệnh cho các đơn vị dùng hỏa lực trên các hạm tàu để chế áp các hỏa điểm của đối phương; đã sử dụng 2.000 viên đạn cối, 8.000 viên đạn 12,7 mm để yểm hộ cho hải quân đánh bộ và bộ binh dập tắt các ổ đề kháng của quân Khmer Đỏ. 19 giờ ngày 13 tháng 6 năm 1975, Hải quân nhân dân Việt Nam hoàn thành việc đánh chiếm Poulo Wai.

## Kết quả chiến dịch

### Kết quả quân sự, chính trị
Sau hơn hai tháng hành quân và chiến đấu, Hải quân nhân dân Việt Nam đã làm chủ 5 đảo quan trọng trên quần đảo Trường Sa. Ngoài 5 đảo quan trọng này, Hải quân nhân dân Việt Nam còn chiếm giữ các đảo nhỏ khác như An Bang (ngày 28 tháng 4), Hòn Sập (sau này được đặt tên Phan Vinh), Trường Sa Đông (Đá Giữa), Sinh Tồn Đông (Grigan), Bãi Thuyền Chài và một số đảo đá khác. Hành động triển khai tác chiến nhanh chóng của Hải quân nhân dân Việt Nam trên Vịnh Thái Lan cũng làm thất bại âm mưu của chính quyền Polpot - Ieng Sary lợi dụng sự suy yếu của QLVNCH để đánh chiếm các đảo này, giành lại chủ quyền của Việt Nam trên một số đảo quan trọng, trong đó có đảo Phú Quốc, các quần đảo Thổ Chu và Nam Du và một số đảo trên vịnh Thái Lan.

### Triển khai lực lượng bảo vệ chủ quyền các đảo

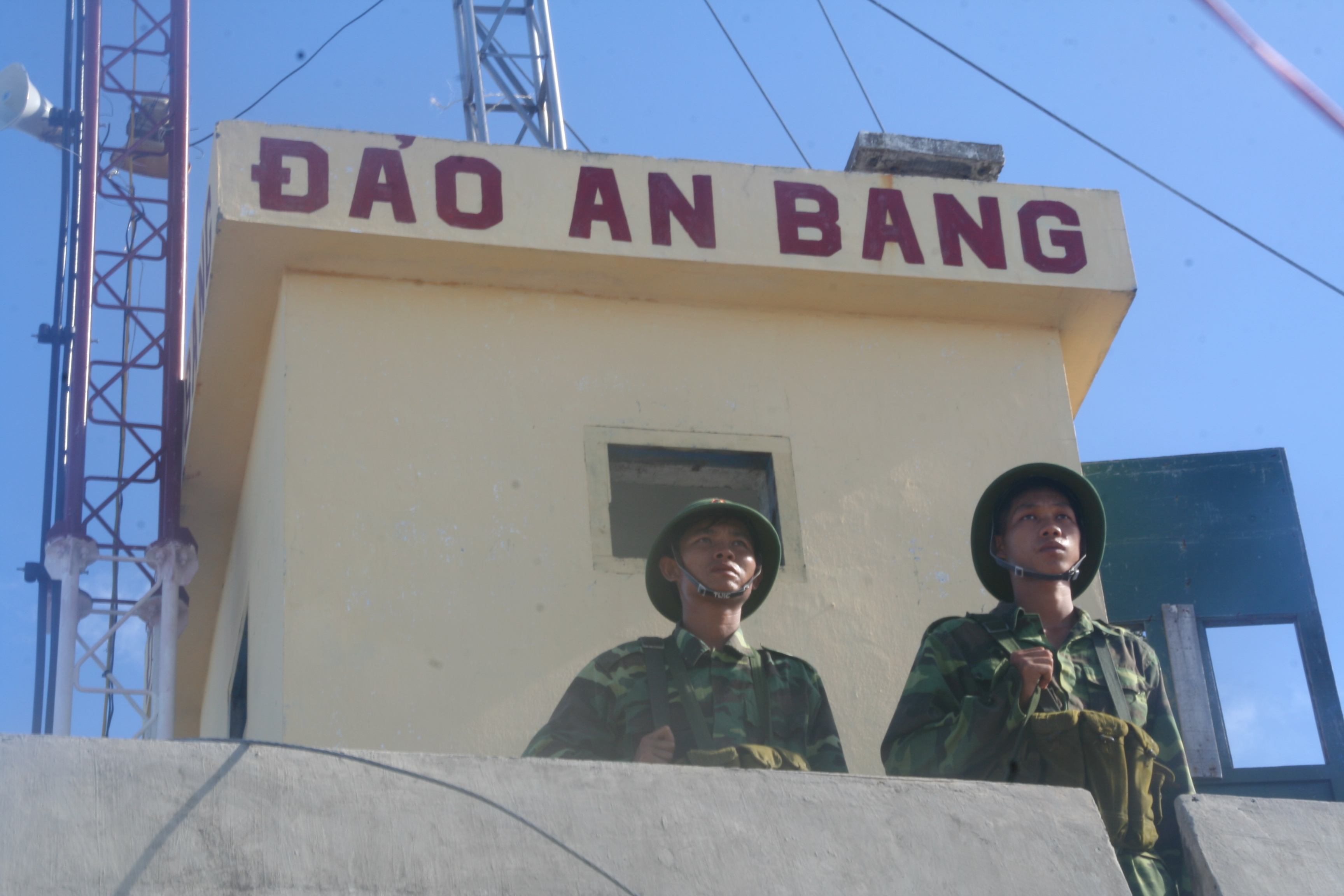
Quân Giải phóng miền Nam Việt Nam đồn trú trên đảo An Bang

Ban đầu, các đảo trên quần đảo Trường Sa được bàn giao cho tiểu đoàn 4 thuộc Sư đoàn 2, Quân khu 5 phòng thủ. Cuối tháng 5 năm 1975, đơn vị này được chuyển thuộc Quân chủng Hải quân. Tháng 9 năm 1975, Bộ Quốc phòng Việt Nam đã điều động trung đoàn bộ binh 46 (sư đoàn 325) chuyển thuộc Quân chủng Hải quân, điều trung đoàn hải quân đánh bộ 126 đến vùng đảo và thành lập lữ đoàn hải quân đánh bộ 126 gồm hai trung đoàn (sau này được bổ sung thêm trung đoàn 83 - Quân khu 5) để phòng thủ quần đảo quan trọng này.
- Đảo Song Tử Tây được giao một đại đội thuộc tiểu đoàn 4 (Quân khu 5) đóng chốt. Đến năm 1976, số quân đồn trú tại đảo được thay thế và nâng cấp tương đương trung đoàn.[32]
- Đảo Sơn Ca được giao cho một đơn vị cấp trung đội đồn trú. Đến năm 1987, đơn vị này được bổ sung và nâng cấp thành một tiểu đoàn.[33]
- Đảo Nam Yết được giao cho đại đội 2, tiểu đoàn 4 đóng chốt. Đảo này còn là nơi đóng quân của Sở chỉ huy tiểu đoàn 4. Đến tháng 6 năm 1976, đảo này được giao cho Lữ đoàn 126 phòng thủ.[34]
- Đảo Sinh Tồn ban đầu chỉ có 2 trung đội bộ binh đóng giữ. Đến tháng 5 năm 1976 được thay thế bằng một tiểu đoàn của Lữ đoàn 126.[35]
- Đảo Trường Sa trở thành căn cứ chỉ huy và hậu cần quan trọng của toàn vùng đảo, do những lực lượng cơ bản của lữ đoàn 126 Hải quân đóng giữ.